# Hương Lạc
Hương Lạc là một xã thuộc huyện Lạng Giang, tỉnh Bắc Giang, Việt Nam.

## Địa lý
Xã Hương Lạc có diện tích 18,87 km², dân số năm 2023 là 18.745 người, mật độ dân số đạt 993 người/km².

## Lịch sử
Ngày 28 tháng 9 năm 2024, Ủy ban Thường vụ Quốc hội ban hành Nghị quyết số 1191/NQ-UBTVQH15 về việc sắp xếp đơn vị hành chính cấp huyện, cấp xã của tỉnh Bắc Giang giai đoạn 2023 – 2025 (nghị quyết có hiệu lực từ ngày 1 tháng 1 năm 2025). Theo đó, sáp nhập toàn bộ 7,21 km² và quy mô dân số là 8.038 người của xã Yên Mỹ vào xã Hương Lạc.
Xã Hương Lạc có 18,87 km² diện tích tự nhiên và quy mô dân số là 18.745 người.